# فیلیپ دو روتشیلد
فیلیپ دو روتشیلد (فرانسوی: Philippe de Rothschild‎; ۱۳ آوریل ۱۹۰۲ – ۲۰ ژانویهٔ ۱۹۸۸) راننده خودروی مسابقه‌ای، قایقران قایق بادبانی و تهیه‌کننده فیلم اهل فرانسه بود.
وی همچنین برندهٔ جوایزی همچون صلیب جنگ ۱۹۴۵–۱۹۳۹ (فرانسه) شده‌است. روتشیلد در بازی‌های المپیک تابستانی ۱۹۲۸ بخش ۶ متر شرکت کرده و در رده هشتم قرار گرفته بود.